# ワンダーランド ロード・レノックス最後の冒険
『ワンダーランド ロードレノックス最後の冒険』（英題：The Mystery of the Black Rose Castle）は、2001年にハンガリーで製作されたファンタジーアドベンチャー映画。上映時間98分。アメリカではテレビドラマとして公開された。

## スタッフ
- 監督: カタリン・ペテーニ
- 脚本: カタリン・ペテーニ、バルナ・カバイ
- 製作: バルナ・カバイ
- 撮影: ティボル・マーテー
- 編集: マリ・ミクローシュ
- 音楽: ヨゼフ・メトカルフェ
- 出演: ジョーコ・ロジック、トラヴィス・キスゲン、ジェームス・シャンツァー

## パッケージソフト
DVD「ワンダーランド ロード・レノックス最後の冒険」2003年4月25日発売。パンド。

## 関連事項
- ワンダーランド ロード・レノックスと光の騎士 本作品の前編。